# Pietro di Rates
San Pietro di Rates, detto anche san Pietro di Braga (Portogallo, ... – Portogallo, 60 circa), è stato un vescovo portoghese.
Egli è tradizionalmente considerato il primo vescovo di Braga  tra gli anni 45 e 60. La tradizione vuole che egli sia stato ordinato vescovo per diffondere il cristianesimo da san Giacomo il Maggiore e che abbia subito il martirio mentre operava conversioni al cristianesimo nel nord del Portogallo.
L'antico Breviario di Braga (Breviarium Bracarense) e il Breviario di Evora sostengono che san Pietro di Rates fosse un discepolo di san Giacomo e predicasse a Braga.  Comunque, i Bollandisti sostengono che si tratta di "semplice tradizione".
San Pietro di Rates viene celebrato il 26 aprile.

## Agiografia
La leggenda vuole che san Giacomo, uno degli apostoli di Cristo, abbia visitato il nord-est della Penisola iberica nell'anno 44. Una di queste supposte visite avvenne nella Serra de Rates, nell'attuale territorio di Póvoa de Varzim. Durante questa visita, l'apostolo avrebbe consacrato Pietro di Rates come primo vescovo di Braga. Si tratta probabilmente di un mito, visto che san Giacomo stava celebrando, proprio in quell'anno, la Pasqua a Gerusalemme.
Si ritiene che san Pietro di Rates sia stato decapitato mentre stava convertendo dei pagani alla fede cristiana.

## La scoperta del corpo di Pietro da parte di san Felice

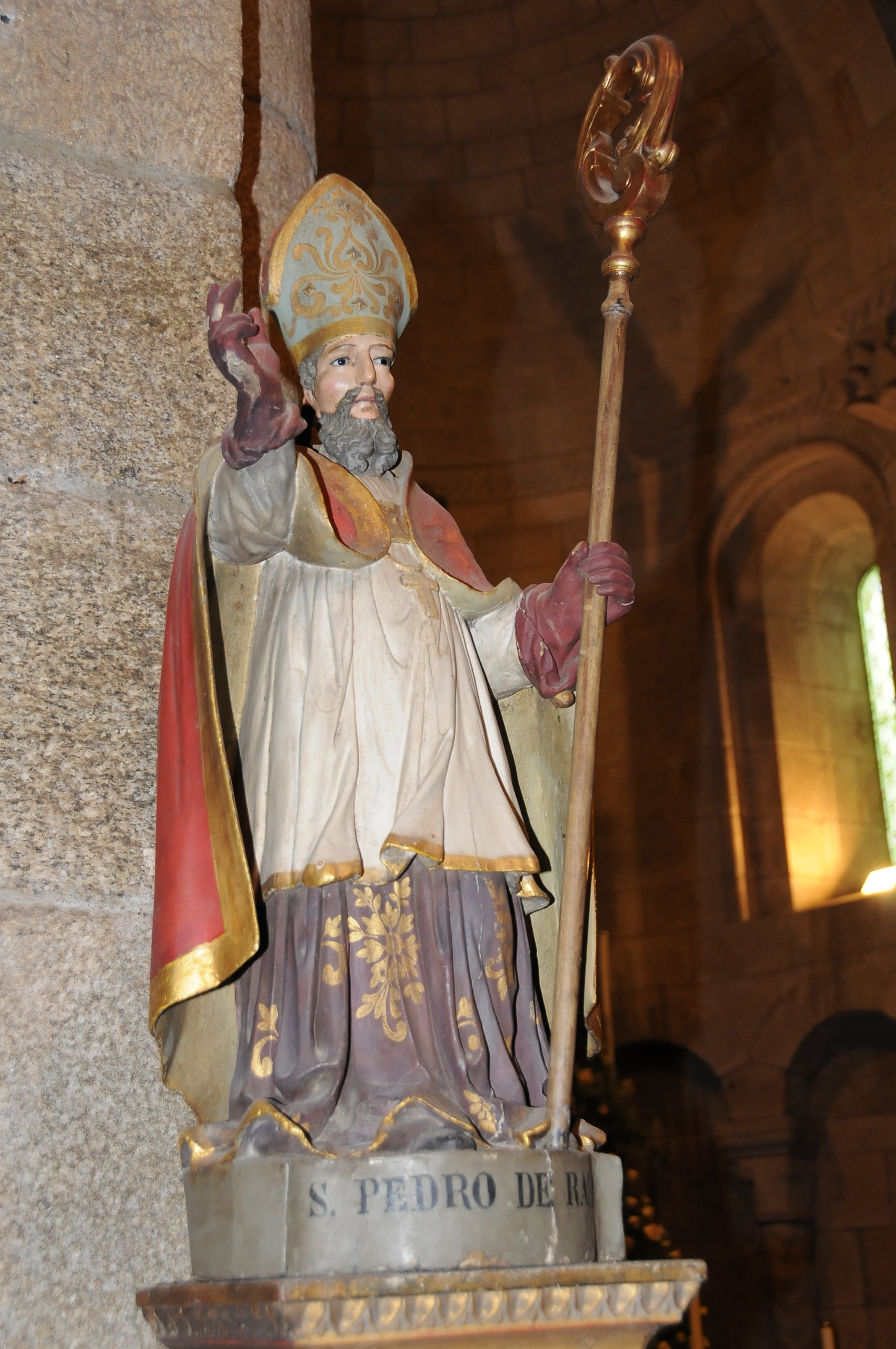
Statua di San Pietro di Rates, Monastero di Rates

Secoli dopo, verso il IX secolo, la scoperta del corpo di Pietro di Rates fu attribuita a san Felice eremita, un pescatore di Villa Mendo, un'antica villa romana, che esisteva fino ai primi anni del Regno di Portogallo e riscoperta nel XX secolo sotto le dune di sabbia del Rio Alto ad  Estela, anche in Póvoa de Varzim.
Felice aveva lasciato casa sua e si era sistemato sulla collina più alta della zona, che oggi è nota come "collina di São Félix". Regolarmente san Felice osservava una luce nel buio della notte dalla collina. Un giorno, curioso sull'origine di questa luce, Felice sarebbe giunto al corpo di san Pietro di Rates.
In questo luogo venne eretto il romanico monastero di Rates, ove vennero conservate le reliquie di Pietro fino al 1552, anno in cui esse furono traslate nella cattedrale di Braga, ove sono tuttora conservate come tali.

## Le fontane miracolose di san Pietro di Rates
Nella parrocchia civile di Balasar e Rates a Póvoa de Varzim ci sono due fontane che la popolazione ritiene miracolose, in quanto sarebbero state utilizzate dal santo.
Vi sono descrizioni del XVIII secolo sulla decapitazione di san Pietro di Rates, che sarebbe avvenuta mentre egli beveva nella Fontana di Balasar.
La credenza popolare vuole che due impronte sulla fontana siano state impresse dalle ginocchia del santo. Si crede che una pietra della fontana di Rates possa curare i casi di sterilità. In base a tale credenza, il 26 aprile di ogni anno, la ricorrenza di san Pietro di Rates, in alcuni villaggi, le donne e le femmine di animali incinte non lavorano.